# Linköping IBK
Linköping IBK ist ein schwedischer Unihockeyverein aus Linköping. Sowohl die Herren- als auch die Damenabteilung spielen in der höchsten schwedischen Unihockeyliga, der Svenska Superligan (SSL).

## Geschichte
Der Verein entstand am 6. April 2008, als sich KFUM Linköping und FC Linköping zusammenschlossen. Der Verein verfügt über rund 1200 Mitglieder und mehr als 70 Mannschaften.

### Damen
Die Damen stiegen 2012 nach einer Saison ohne Niederlage von der Division 1 in die SSL auf. In der SSL hatten die Damen allerdings Probleme mitzuhalten und stiegen nach nur einer Saison wieder in die zweithöchste Liga ab. 2014/15 sicherte sich Linköping den Gruppensieg in der Division 1 und qualifizierte sich für die Aufstiegsspiele. In den Aufstiegsspielen setzte sie sich gegen Hammarby IF IBF und Malmö FBC durch. 2015/16 hielten die Damen mit 25 Punkten die Klasse.

### Herren
Die Herren standen bisher in zwei Finals der Svenska Superligan, 2014 und 2016, verloren aber beide gegen die beiden Mannschaften aus Falun und Storvreta.

## Stadion
Die Mannschaften von Linköping spielen nach Möglichkeit im Linköping Sportcenter.